# Бетборн
Бетборн (фр. Bettborn) насеље је и општина у североисточној Француској у региону Лорена, у департману Мозел која припада префектури Сарбур.
По подацима из 2011. године у општини је живело 430 становника, а густина насељености је износила 65,45 становника/km². Општина се простире на површини од 6,57 km². Налази се на средњој надморској висини од 290 метара (максималној 322 m, а минималној 232 m).

## Демографија
| 1962. | 1968. | 1975. | 1982. | 1990. | 1999. | 2011. |
| ----- | ----- | ----- | ----- | ----- | ----- | ----- |
| 240   | 243   | 246   | 265   | 318   | 353   | 430   |

График промене броја становника у току последњих година